# Старое Майлино
Старое Майлино (каз. Ескі Майлин) — село в Аягозском районе Абайской области Казахстана. Входит в состав Майлинского сельского округа. Код КАТО — 633467300.

## Население
В 1999 году население села составляло 196 человек (103 мужчины и 93 женщины). По данным переписи 2009 года, в селе проживало 186 человек (112 мужчин и 74 женщины).